# Parkhotel Valkenburg Continental Cycling Team/Saison 2015
Dieser Artikel listet Erfolge und Fahrer des Radsportteams Parkhotel Valkenburg Continental Cycling Teams in der Saison 2015 auf.

## Erfolge in der UCI Asia Tour
In den Rennen der Saison 2015 der UCI Asia Tour gelangen die nachstehenden Erfolge.
| Datum       | Rennen                       | Kat. | Sieger        |
| ----------- | ---------------------------- | ---- | ------------- |
| 4. November | 5. Etappe Tour of Taihu Lake | 2.1  | Marco Zanotti |

## Erfolge in der UCI Europe Tour
In den Rennen der Saison 2015 der UCI Europe Tour gelangen die nachstehenden Erfolge.
| Datum         | Rennen                          | Kat. | Sieger         |
| ------------- | ------------------------------- | ---- | -------------- |
| 2. Mai        | Himmerland Rundt                | 1.2  | Wim Stroetinga |
| 12. Mai       | 1b. Etappe Olympia’s Tour       | 2.2  | Wim Stroetinga |
| 14. Mai       | 3. Etappe Olympia’s Tour        | 2.2  | Wim Stroetinga |
| 16. Mai       | 5a. Etappe Olympia’s Tour (EZF) | 2.2  | Dion Beukeboom |
| 16. Mai       | 5b. Etappe Olympia’s Tour       | 2.2  | Wim Stroetinga |
| 17. Mai       | 6. Etappe Olympia’s Tour        | 2.2  | Joris Blokker  |
| 12. September | De Kustpijl                     | 1.2  | Marco Zanotti  |

## Abgänge – Zugänge
| Zugänge                           | Team 2014                         | Abgänge                       | Team 2015            |
| --------------------------------- | --------------------------------- | ----------------------------- | -------------------- |
| Dion Beukeboom                    | Cyclingteam de Rijke              | Gert-Jan Bosman               | Cyclingteam Jo Piels |
| Jim van den Berg                  | Koga Cycling Team                 | Kai Reus                      | Vérandas Willems     |
| Melvin Boskamp                    | Koga Cycling Team                 | Joris de Boer                 | Unbekannt            |
| Bart van Haaren                   | Koga Cycling Team                 | Remco Broers                  | Unbekannt            |
| Wim Stroetinga                    | Koga Cycling Team                 | Marco Hoekstra                | Unbekannt            |
| Denis Bakker                      | Metec-TKH Continental Cyclingteam | Lars Horring                  | Unbekannt            |
| Bob Schoonbroodt                  | Veranclassic-Doltcini             | Mitchell Huenders             | Unbekannt            |
| Jurgen van Diemen                 | Neoprofi                          | Rutger Schellevis             | Unbekannt            |
| Massimo Graziato (ab 29. Juni)    | African Wildlife Safaris          | Rudy Vriend                   | Unbekannt            |
| Thijs van Beusichem (ab 29. Juni) | Groot Amsterdam                   | Bart van Haaren (bis 16. Mai) | Unbekannt            |

## Mannschaft
| Name                | Geburtstag         | Nationalität |              |
| ------------------- | ------------------ | ------------ | ------------ |
| Dennis Bakker       | 4. November 1993   | Niederlande  |              |
| Dion Beukeboom      | 2. Februar 1989    | Niederlande  |              |
| Joris Blokker       | 20. September 1993 | Niederlande  |              |
| Melvin Boskamp      | 30. Oktober 1990   | Niederlande  |              |
| Massimo Graziato    | 25. September 1988 | Italien      |              |
| Jenning Huizenga    | 29. März 1984      | Niederlande  |              |
| James Judd          | 8. September 1994  | Neuseeland   |              |
| Jaap Kooijman       | 24. April 1993     | Niederlande  |              |
| Bram Nolten         | 19. Mai 1991       | Niederlande  |              |
| Jasper Ockeloen     | 10. Mai 1990       | Niederlande  |              |
| Bob Schoonbroodt    | 12. Februar 1991   | Niederlande  |              |
| Peter Schulting     | 19. August 1987    | Niederlande  |              |
| Wim Stroetinga      | 23. Mai 1985       | Niederlande  |              |
| Thijs van Beusichem | 31. August 1993    | Niederlande  |              |
| Rick van Breda      | 16. Februar 1990   | Niederlande  |              |
| Jim van den Berg    | 1. Juli 1985       | Niederlande  |              |
| Jurgen van Diemen   | 27. September 1991 | Niederlande  |              |
| Bart van Haaren     | 13. November 1984  | Niederlande  |              |
| Marco Zanotti       | 10. September 1988 | Italien      |              |
| Stagiaires          | Stagiaires         | Nationalität | Nationalität |
| Stijn Bankras       | Stijn Bankras      | Niederlande  |              |
| Joury Ottenbros     | Joury Ottenbros    | Niederlande  |              |